# William York Macgregor
William York Macgregor (14 octobre 1855 à Finnart House, Loch Long, Dunbartonshire - 28 septembre 1923 à Oban) est un peintre paysagiste écossais et figure de proue des Glasgow Boys.

## Biographie

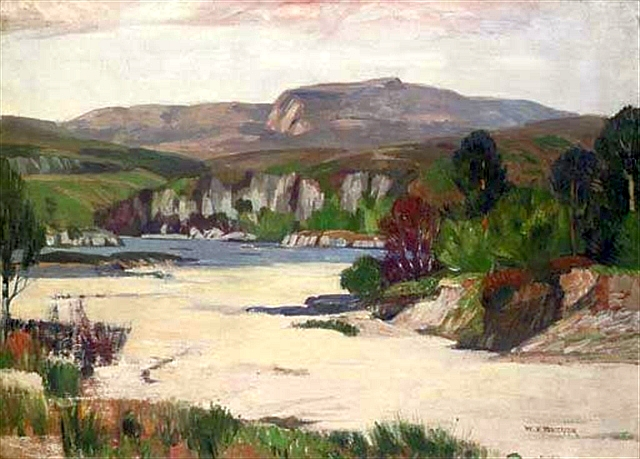
The Sands Of Morar.

William York Macgregor est le fils du très riche constructeur naval de Glasgow John Mac Gregor et de sa seconde épouse, Margaret York.
Macgregor étudie à Glasgow avec Robert Greenlees et James Docharty et à la Slade School avec Alphonse Legros.
Il rejoint son ancien camarade de classe James Paterson (1854–1932) en 1878 et ils cofondent la réunion Glasgow School dans son atelier 134 Bath Street dans le centre de Glasgow. Il expose à la Royal Scottish Academy à partir de 1875 (Associate RSA 1898 ; RSA 1921) et deux fois à la Royal Academy, est membre du RSWS 1885-1906 et du New English Art Club en 1892. Macgregor voyage beaucoup sur le continent de 1886 à 1890. Membre du Glasgow Art Club, l'œuvre de Macgregor est comprise dans l'exposition commémorative du club en avril 1935, à la mémoire des membres décédés depuis la Première Guerre mondiale.
Il vit ses dernières années à Albyn Lodge à Bridge of Allan.
Il est marié à Jessie Watson (décédée en 1941). Il meurt à Oban le 28 septembre 1923. Il est enterré à Old Logie Kirkyard à l'est de Bridge of Allan.